# Arç (Cruesa)
Arç (en francès Ars) és una comuna (municipi) de França, a la regió de la Nova Aquitània, departament de la Cruesa.
La seva població al cens de 1999 era de 247 habitants. Està integrada a la Communauté de communes d'Aubusson-Felletin. No s'ha de confondre amb Ars-sur-Formans, la població a la qual va desenvolupar la seva vida i tasca pastoral durant el segle xix Joan Maria Vianney.

## Demografia
| 1968 | 1975 | 1982 | 1990 | 1999 |
| ---- | ---- | ---- | ---- | ---- |
| 336  | 265  | 250  | 247  | 247  |

## Administració
| Període   | Identitat     | Partit |
| --------- | ------------- | ------ |
| 2001-2008 | André Barraud |        |
| 2008-     | Denis Sarty   |        |